# 法比亚诺·桑塔克罗切
法比亚诺·桑塔克罗切（Fabiano Santacroce） 意大利足球运动员，生于1986年8月24日，现效力于意甲球会那不勒斯。他的父亲是一名意大利白人，而母亲是巴西的一名黑人妇女，他的童年都是在意大利北方城市Casatenovo的小镇Lombardy度过的。桑塔克罗切的另类基因决定了他兼有白人和黑人不同的良好身体素质。